# Sennacieca Asocio Tutmonda

Flaga SAT (flaga esperancka z czerwonym tłem zamiast zielonego)

Sennacieca Asocio Tutmonda, SAT – lewicowe stowarzyszenie założone w 1921 r. jako organizacja zrzeszająca esperancki ruch robotniczy oraz lewicowych esperantystów różnych ideologii, takich jak socjaldemokraci, wolnomyśliciele i komuniści.
W przeciwieństwie do Universala Esperanto-Asocio, będącego organizacją neutralną światopoglądowo i stawiającego sobie za cel przede wszystkim upowszechnianie międzynarodowego języka esperanto, SAT jest organizacją zaangażowaną, dla której esperanto jest jedynie narzędziem służącym realizacji celów.

## Cele
Zgodnie z §1 Statutu, do celów SAT przyjętych na I Kongresie w 1921 r. należy:
- praktyczne zastosowanie międzynarodowego języka esperanto dla celów klasowych światowego ruchu robotniczego
- ułatwianie wzajemnej komunikacji członków i wzmacnianie poczucia solidarności
- poszerzanie wiedzy członków tak, aby byli najlepszymi spośród tzw. internacjonalistów
- pośredniczenie w relacjach między organizacjami używającymi różnych języków, jeśli ich cele są zbieżne z celami SAT
- pomoc w tworzeniu literatury oryginalnej i tłumaczonej odzwierciedlającej ideały organizacji

W roku 1928 doprecyzowano cele dodając: SAT, nie będąc organizacją partyjno-polityczną, ale oświatową, edukacyjną i kulturalną, dąży do tego, aby jego członkowie wykazywali zrozumienie i tolerancję wobec szkół oraz systemów politycznych i filozoficznych, na których opierają się różne partie i związki zawodowe zajmujące się walką klasową.

## Historia[5]

### Kontekst założenia SAT

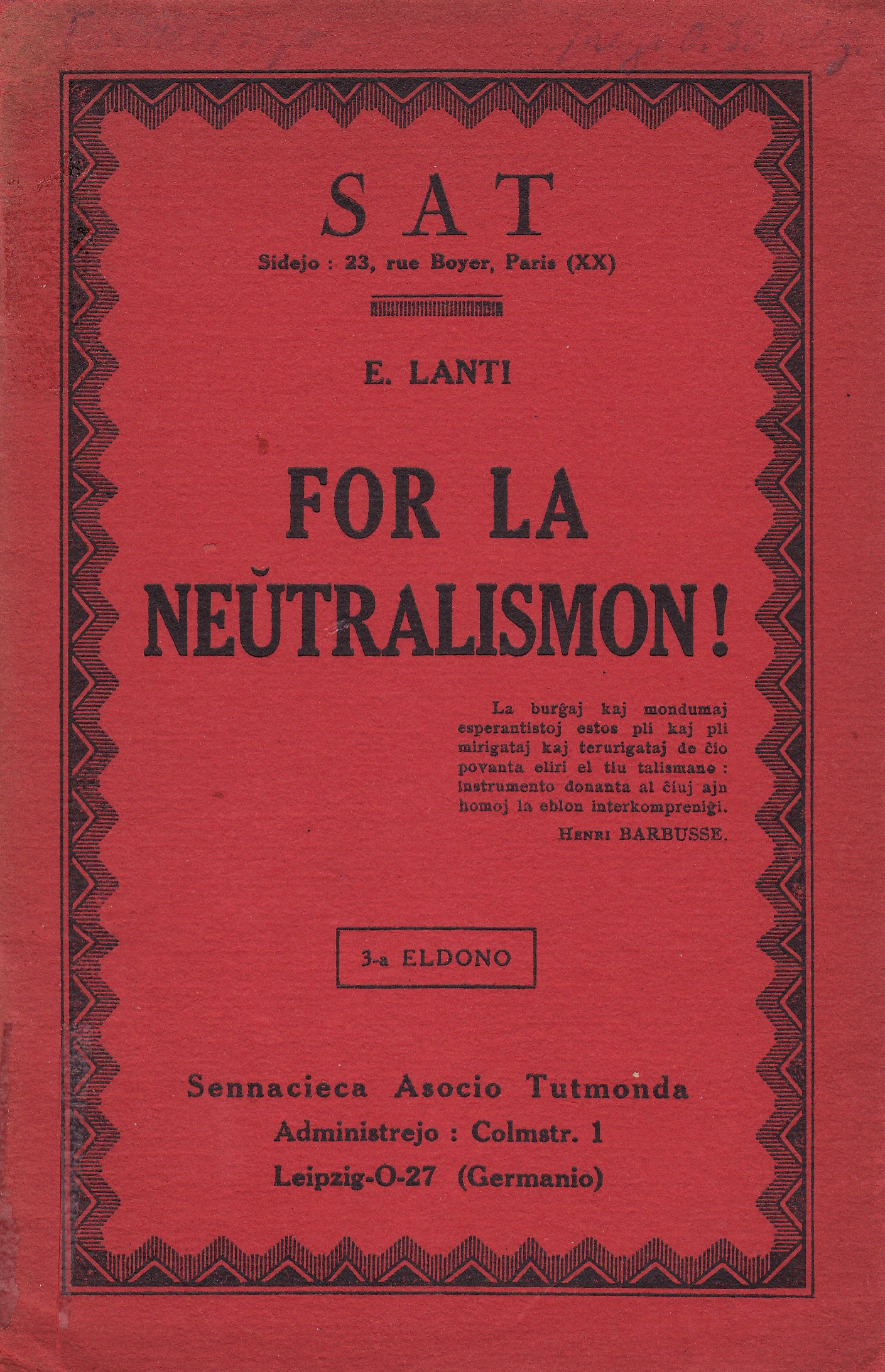
For la Neŭtralismon!, bruszura Lantiego

Esperancki ruch robotniczy istniał już przed pierwszą wojną światową, w wyniku której utracił wielu ważnych działaczy. Działalność wznowiono w roku 1919, kiedy to francuscy esperantyści, wśród nich Eugène Lanti, poczynili pierwsze kroki dla odnowienia kontaktów międzynarodowych. Wznowiono wydawanie gazety Le Travailleur Espérantiste (Robotnik Esperancki) z rubryką esperanckojęzyczną, która wkrótce rozwinęła się w oddzielny miesięcznik. Ponadto odnowiono stowarzyszenie Liberiga Stelo (Gwiazda Wyzwoleńcza) i dostosowano jego statut do nowych okoliczności.
W Robotniku Esperanckim redaktor, Lanti, opublikował serię artykułów, wydanych później w postaci broszury pt. For la Neŭtralismon! (Precz z neutralnością!), w której dokładnie wyłożył problem organizacyjny i stwierdził, że:
1. esperanto nie powinno być dla robotników celem, lecz środkiem,
2. robotnicy esperantyści powinni zorganizować się niezależnie,
3. należy nie tylko propagować, ale także używać, stosować język,
4. robotnicy esperantyści powinni się zorganizować nie w rodzaju Międzynarodówki zrzeszającej Robotnicze Związki Esperanckie, ale bezpośrednio w beznarodowej organizacji światowej.
Pomysły Lantiego stanowiły rewolucję w ówczesnym postrzeganiu organizacji światowej, jednak stopniowo przyjęła je większość esperantystów ruchu robotniczego. Do Liberiga Stelo zaczęło wstępować coraz więcej nowych członków z różnych krajów. Wzrosło znaczenie Esperantista Laboristo, który od 1920 był oficjalnym organem związku. W sierpniu 1921 w Pradze odbył się pierwszy kongres Liberiga Stelo z prawie 80 członkami 75 narodów. Kongres podjął decyzję o przemianowaniu organizacji na Sennacieca Asocio Tutmonda, a gazety na Sennacieca Revuo (Przegląd Anacjonalny). Redaktorem czasopisma pozostał Lanti.

### Pierwsze dziesięciolecie: wzrost

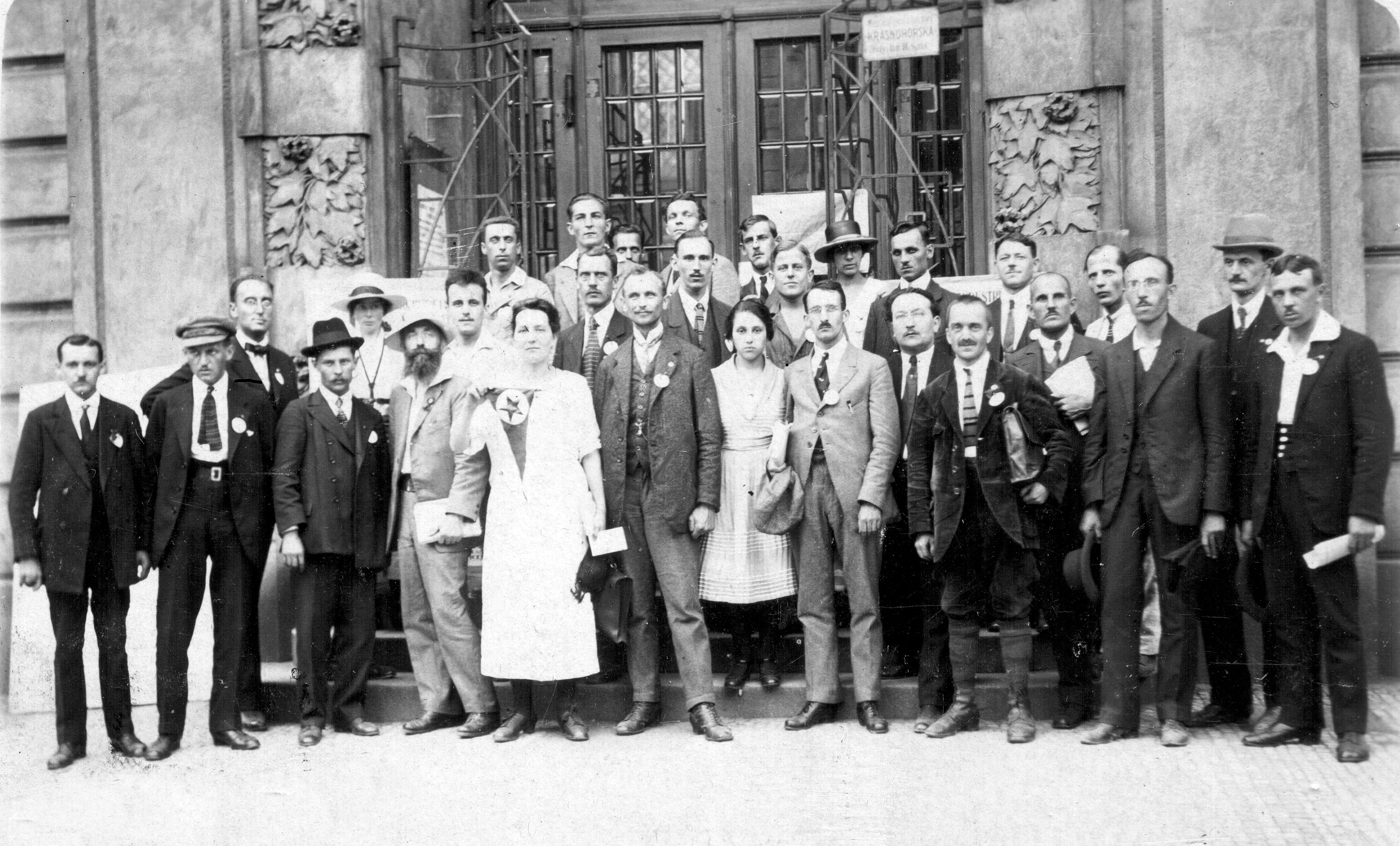
Kongres założycielski SAT, 1921

W 1922 wydano pierwszy Rocznik zawierający adresy wszystkich członków, który umożliwił kontakty i wzajemną pomoc, do której zobowiązani są członkowie SAT. W kolejnym roku SAT liczył już ponad 2000 członków, do 1925 liczba wzrosła do ponad 2700. Sennacieca Revuo zaczął ukazywać się regularnie, poprawiła się jakość wydawnictwa. W tamtym czasie działacze SAT mieli zakaz wstępowania do tzw. neutralnych organizacji esperanckich (jak np. Universala Esperanto-Asocio); w 1925 ten statutowy zakaz złagodzono.
W 1923 moskiewscy działacze Gregoro Demidjuk, Natano Futerfas, S. Hajdovski, Nikolao Nekrasov wydający czasopismo La Nova Epoko (Nowa Epoka), którego zawartość wykazywała ideologiczną zbieżność z SAT, zgodzili się na zrezygnowanie z czasopisma na rzecz redagowania dodatku literacko-naukowego do Sennacieca Revuo. W październiku 1924 zaczęto wydawanie tygodnika Sennaciulo (Beznarodowiec), a Sennacieca Revuo sam przekształcił się w organ literacko-naukowy.
Nie wszyscy członkowie SAT zgadzali się z zadaniami organizacji, jej formą organizacyjną, polityką itp. Kilkukrotnie wysuwano propozycje zmian statutu. Najbardziej radykalne propozycje pojawiały się ze strony działaczy radzieckich, m.in. Ernesta Drezena, który proponował przystąpienie SAT do Międzynarodówki Komunistycznej. Gdy na kongresie w Kassel (1923) okazało się, że propozycja nie miała szansy powodzenia, wycofano ją. Ten sam kongres przyjął utworzenie sekcji i frakcji dla skuteczniejszej pracy w grupach zawodowych, ideologicznych i partyjnych. Z czasem wykształciły się sekcje nauczycieli, młodzieży, sportowców i in. Najaktywniejsze sekcje posiadały własną stronę w organie prasowym związku.
W latach 1924–25 SAT przeżył krótki kryzys. Anarchiści, niezadowoleni z faktu, iż organy SAT nie wyrażały na publikowanie artykułów krytykujących Związek Radziecki i komunizm, utworzyli własną organizację, Tutmonda Ligo de E-istaj Senŝtatanoj (Światowy Związek Esperantystów Bezpaństwowców). Sennaciulo, oficjalny organ SAT, głównie z powodu aktywnej współpracy członków komunistycznych i radzieckich oraz braku współpracowników reprezentujących inne ideologie, stał się tendencyjny i wywołał niezadowolenie niektórych członków SAT. Kongres w Wiedniu w 1925 przywrócił równowagę pomiędzy frakcjami i potępił eksperymentowanie z językiem (wcześniej proponowano np. zastąpienie słowa baldaŭ – wkrótce – krótszym balde). Redakcją Sennaciulo zajęła się komisja reprezentująca różne frakcje.
W 1927 rozpoczął działanie Gazetar-Servo (Serwis Prasowy) prowadzony przez Otto Bässlera, który rozpowszechniał w esperancie informacje z różnych krajowych gazet robotniczych. W latach 1929–30 Sennaciulo wydawano co tydzień na 12 stronach; 300. numer prenumerowało ponad 4200 osób. Liczba członków przekroczyła 6500, z czego jedna trzecia z ZSRR.
Ważnym wydarzeniem w życiu SAT był coroczny kongres, umożliwiający dyskusje ideologiczne, wymianę opinii i doświadczeń; poza tym był on wielką manifestacją pokazującą siłę robotniczego ruchu esperanckiego i praktyczne zastosowanie języka.
Organizacja z prawie 7000 członków, wydająca 3 czasopisma i bogatą kolekcję literatury, organizująca co roku kongres, stała się ważnym elementem ruchu esperanckiego. Działalność SAT odbywała się również poza nim, a przydatność esperanta doceniło wiele organizacji. Międzynarodowa Federacja Pracowników Transportu, której sekretarz Nathans sam był esperantystą, zaczęła publikować comiesięczne informacje w esperancie. Z esperanta korzystała Olimpiada Robotnicza, Międzynarodowa Organizacja Pracy wydawała esperanckie komunikaty. Przy pomocy esperanta Związek Wojujących Bezbożników, liczne radzieckie organizacje, komitety robotnicze, redakcje gazet itp. komunikowały się z organizacjami robotniczymi z zagranicy.

## Struktura
SAT posiada strukturę beznarodowościową; członkowie nie są podzieleni na poszczególne narodowe stowarzyszenia krajowe, lecz wszyscy bezpośrednio należą do organizacji.
Organami SAT są: referendum, Komitet Wykonawczy, Rada Generalna, Kongres, Sekcje Branżowe, Sąd Koleżeński i Organy Prasowe.

### Przewodniczący Komitetu Wykonawczego
- Eugène Lanti 1921-1933
- Hermann Platiel 1933-1935
- Lucien Bannier 1935-1968 (z przerwą w czasie wojny)
- Julien Piron 1969-1972
- Petro Levi 1972-1981
- Gilbert Chevrolat 1981-1984
- Yves Peyraut 1984-2001
- Jacques Bannier 2001-2003
- Jakvo Ŝram 2003-2012
- Vinko Markovo od 2012

### Frakcje

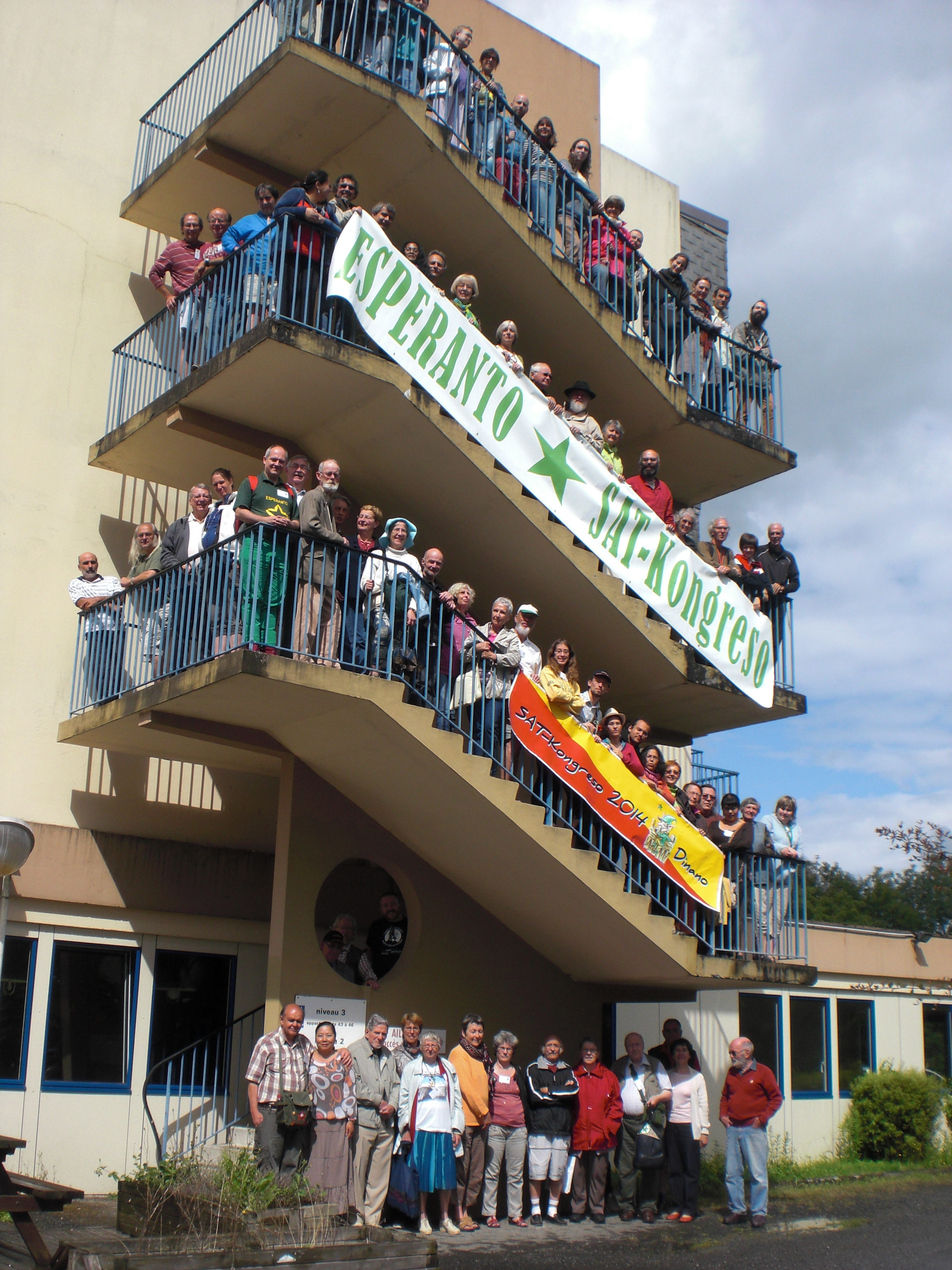
Uczestnicy Kongresu SAT w 2014

Wewnątrz SAT działa kilka ruchów społecznych: syndykalistów, anarchistów, pacyfistów, ekologów, komunistów i in.
Członkowie SAT mogą należeć do różnych partii i organizacji politycznych. Niektórzy z nich wchodzą w skład frakcji. Celem frakcji nie jest przejęcie władzy wewnątrz organizacji, lecz opracowanie sposobu współpracy z konkretnymi grupami odbiorców. Aktualnie działające frakcje to:
- tęczowa (LGBT)
- ekonomii dystrybutywnej
- ekologiczna (Zieloni)
- anarchistyczna
- wolnomyślicielska
- anacjonalistyczna
- wegetariańska

### Organizacje stowarzyszone z SAT

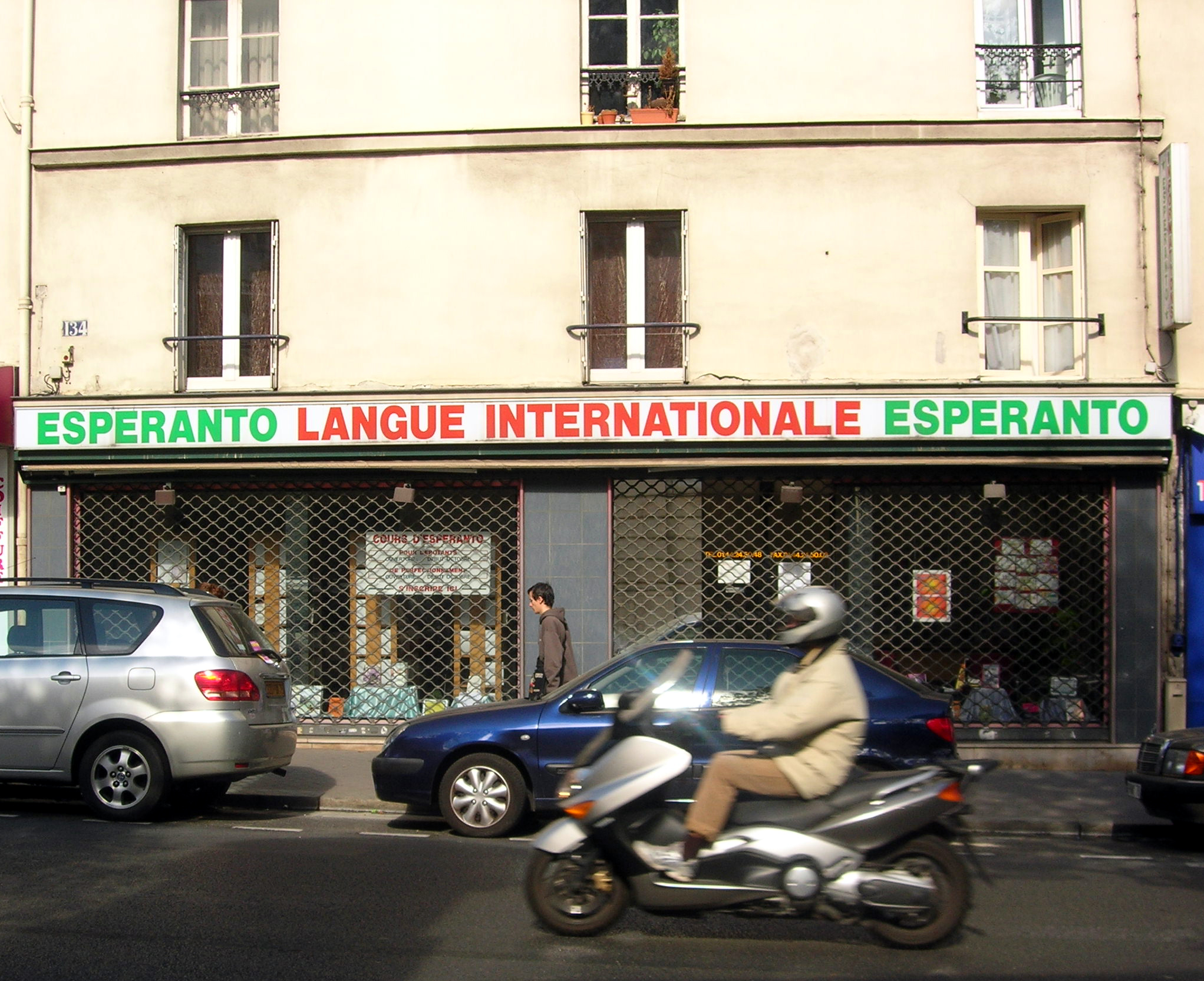
Siedziba SAT-Amikaro, francuskiej organizacji stowarzyszonej z SAT

Podczas gdy SAT ma na celu praktyczne zastosowanie esperanta, a zatem składa się z użytkowników języka, zadanie rozpowszechniania esperanta (organizowania kursów, wydawania podręczników itp.) spoczywa na organizacjach stowarzyszonych z SAT. Zakres działalności tych organizacji nie obejmuje granic państwowych, lecz dotyczy obszarów językowych, np. w przypadku Frankofonii zadanie to wypełnia SAT-Amikaro (Przyjaciele SAT).

## Działalność
SAT wydaje dwumiesięcznik Sennaciulo i coroczny biulety kulturalny Sennacieca Revuo. Eldona Fako Kooperativa (Spółdzielcza Sekcja Wydawnicza) SAT zajmuje się wydawaniem książek w esperancie, często o tematyce społecznej, lewicowej i robotniczej; ważnym wkładem SAT w rozwój języka esperanto jest wydawanie od 1970 r. Plena Ilustrita Vortaro (Pełnego Słownika Ilustrowanego, red. Gaston Waringhien). W 2012 r. udostępniono najnowszą wersję słownika w wersji internetowej.

### Kongres SAT
Od założenia w 1921 r. z wyjątkiem lat 1940-1946 SAT organizuje co roku kongres światowy, najczęściej w jednym z miast Europy. Kongresy odbywają się w języku esperanto, w ich programie znajdują się prelekcje, posiedzenia sekcji i organów organizacji, program kulturalny i turystyczny. W 2018 r. wydarzenie miało miejsce w Kragujevacu w Serbii; w 2020 r. 93. Kongres SAT zorganizowano w formie internetowej konferencji; w 2021 r. w 100. rocznicę założenia organizacji kongres odbędzie się w Białymstoku.